# Greilsche Schulreform
Die Greilsche Schulreform erfolgte 1921–1923 in Thüringen.
Unter der SPD/USPD-Regierung im Land Thüringen wurde der sozialdemokratische Volksschullehrer Max Greil Minister für Volksbildung in Thüringen. Als Anhänger des Bundes Entschiedener Schulreformer sorgte er für eine Neuregelung des Schulwesens und war Initiator des Gesetzentwurfes die Durchführung der Einheitsschule in Thüringen betreffend, mit welchem er an die Einheitsschulbewegung seit 1848 und ihre Grundzüge eines künftigen Schulwesens anknüpfte. Das Einheitsschulgesetz wurde am 24. Februar 1922 vom Thüringer Landtag beschlossen. Es regelte unter anderem den stufenförmigen Aufbau der Thüringer Schule in Form von Unter-, Mittel- und Oberschule. Es folgten am 8. Juli 1922 das Schulunterhaltungsgesetz und das Lehrerbildungsgesetz sowie am 9. Mai 1923 das Schulverwaltungsgesetz. Ein neues Jugendwohlfahrtsgesetz, Berufsschulgesetz und Schulaufsichtsgesetz waren vorbereitet worden. Mit den Gesetzen sollten die Bildungseinrichtungen zentralisiert und vereinheitlicht werden.
Greil berief unter anderen Peter Petersen, Otto Scheibner, Mathilde Vaerting und Anna Siemsen als Professoren für Pädagogik an die Universität Jena. 
Nach dem Einmarsch der Reichswehr in Thüringen im November 1923 wurde die Koalitionsregierung aus SPD und KPD per Reichsexekution abgesetzt und Max Greil im Februar 1924 als Volksbildungsminister entlassen. Unter der von der Reichsregierung eingesetzten bürgerlichen Regierung wurden nach Maßgabe des Weimarer Schulkompromisses die gesetzlichen Grundlagen der Greilschen Schulreform 1924 wieder aufgehoben.